# Gare de Gambetta
La gare de Gambetta est une gare ferroviaire française de la ligne de Nice à Digne, située à proximité du Carrefour du 28-Août sur le boulevard Gambetta à Nice, dans le département des Alpes-Maritimes, en région Provence-Alpes-Côte d'Azur.

## Situation ferroviaire
La gare de Gambetta est située au point kilométrique 0,575 de la ligne de Nice à Digne entre la gare de Nice CP la gare de Parc Impérial.
Elle est dotée d'une unique voie bordée par un quai.

## Histoire
Des passages à niveau assuraient initialement le franchissement de la voirie avant et après la gare. Le 22 mars 1977, ces barrières automatiques ont été remplacées par des feux tricolores avec traversée à 4 km/h et aujourd'hui par des feux de signalisation tramway.

## Service des voyageurs

### Accueil
Petite gare urbaine exploitée par la Régie régionale des transports de Provence-Alpes-Côte d'Azur (RRT), elle dispose d'un unique quai avec un abribus pour attendre.
L'accès se fait au bout de chaque quai depuis la voirie adjacente, la gare et sa voie étant insérées entre les habitations.

### Desserte
Gambetta voit passer l'ensemble des trains circulant de ou vers Nice CP, que ce soient les trains périurbains pour Colomars-La Manda ou Plan-du-Var ou les trains au long cours continuant vers Annot et Digne-les-Bains.

### Intermodalité
La gare est en correspondance avec plusieurs lignes d'autobus du réseau des Lignes d'Azur aux différents points d'arrêt Halte Gambetta. On y trouve les lignes 8+, 11, 57, 63, 72. La ligne 75 ainsi que la ligne 63 dans l'un des deux sens de circulation s'arrête à l'arrêt Nazareth situé avenue de Pessicart.